# Ormosia takahashii
Ormosia takahashii är en tvåvingeart som beskrevs av Alexander 1919. Ormosia takahashii ingår i släktet Ormosia och familjen småharkrankar. Inga underarter finns listade i Catalogue of Life.